# 藤本一美
藤本 一美（ふじもと かずみ、男性、1944年3月15日 - ）は、日本の政治学者、専修大学法学部名誉教授。専門は、アメリカ政治。日本政治学会理事。日本臨床政治学会第二代理事長。日本臨床政治研究所所長。

## 略歴
青森県五所川原市出身。弘前高校卒業後松木屋に就職するが退職し、2浪後明治大学農学部農芸化学科に入学。1969年、同学部卒業。1974年、同大学院政治経済学研究科博士課程修了。田口富久治に師事。日米友好基金賞受賞、2013年、日本政治法律学会より学会賞受賞。国立国会図書館職員、明治大学、東京大学講師、明海大学不動産学部教授を経て現在に至る。国立国会図書館では主に調査員として勤務した。また、近年では郷里・青森県の戦後政治史についての論文・著作を多数発表。

## 著書

### 単著
- 『アメリカ近代政党の形成』（御茶の水書房, 1981年）
- 『アメリカの政治と政党再編成――「サンベルト」の変容』（勁草書房, 1988年）
- 『国会の再生――その改革と政治倫理』（東信堂, 1989年）
- 『現代アメリカの政治改革』（彩流社, 1991年）
- 『海部政権と「政治改革」』（龍渓書舎, 1992年／増補版, 1994年）
- 『アメリカ政治の変革――「92年革命」から21世紀へ』（第三文明社, 1993年）
- 『「解散」の政治学――戦後日本政治史』（第三文明社, 1996年）
- 『米国議会と大統領選挙』（同文舘出版, 1998年）
- 『アメリカの政治資金――規制と実態』（勁草書房, 1999年）
- 『戦後政治の争点――1945-1970』（専修大学出版局, 2000年）
- 『クリントンの時代――1990年代の米国政治』（専修大学出版局, 2001年）
- 『戦後政治の決算――1971-1996』（専修大学出版局, 2003年）
- 『米国政治のダイナミクス』上・下（大空社, 2006年-2007年）
- 『ネブラスカ州における一院制議会』（東信堂, 2007年）
- 『現代日本政治論――1945-2005』（専修大学出版局, 2008年）
- 『現代議会制度論――日本と欧米主要国』（専修大学出版局, 2008年）
- 『現代米国政治論――ブッシュＪｒ．政権の光と影』（学文社, 2009年）
- 『現代青森県の政治〈上〉1945~1969年』（志学社, 2015年）
- 『戦後青森県政治史　１９４５年～２０１５年』（志学社, 2016年）
- 『戦後青森県の保守・革新・中道勢力　青森県選出の国会議員』（志学社, 2017年）
- 『戦後青森県の政治的争点―1945年~2015年』（志学社, 2018年）
- 『青森県の初代民選知事　津島文治』（北方新社, 2018年）
- 『戦後青森県議会議員選挙と正副議長　地方政治の“名望家たち”』（北方新社, 2019年）
- 『青森県知事三村申吾　長期政権の「光」と「影」』（北方新社, 2020年）

### 編著
- 『アメリカ政治の新方向――レーガンの時代』（勁草書房, 1990年）
- 『国会機能論――国会の仕組みと運営』（法学書院, 1990年）
- 『アメリカ政治30年の検証――研究家八人の報告書』（行政問題井研究所出版局, 1990年）
- 『ジャパンプロブレムin USA』（三省堂, 1992年）
- 『世界の政治改革――激動する政治とその対応』（東信堂, 1992年）
- 『クリントンとアメリカの変革』（東信堂, 1995年）
- 『ケネディとアメリカ政治』（EXP, 2000年）
- 『ジョンソン大統領とアメリカ政治』（つなん出版, 2004年）
- 『日本の政治課題――2000-2010』（専修大学出版局, 2010年）
- 『ウォー・ポリティクス――「政治的危機」と指導者の群像』（志學社, 2011年）
- 『現代日本宰相論――一九九六年～二〇一一年の日本政治』（龍溪書舎, 2012年）
- 『民主党政権論』（学文社, 2012年）

### 共著
- （浅野一弘）『日米首脳会談と政治過程――1951年-1983年』（龍渓書舎, 1994年）
- （濱賀祐子）『米国の大統領と国政選挙――「リベラル」と「コンサヴァティブ」の対立』（専修大学出版局, 2004年/増補、2008年）
- （末次俊之）『ティーパーティー運動――現代米国政治分析』（東信堂, 2011年）

### 共編著
- （秋山憲治）『「日米同盟関係」の光と影』（大空社出版部, 1998年）
- （岡野加穂留）『村山政権とデモクラシーの危機――臨床政治学的分析』（東信堂, 2000年）
- （新谷卓）『55年体制の政治――1955～64年』（つなん出版, 2005年）
- （折立昭雄）『占領と戦後政治――1945～1954年』（つなん出版, 2005年）
- （宗像優）『高度成長の政治――1965～1974年』（つなん出版, 2006年）
- （大空社編集部）『戦後アメリカ大統領事典』（大空社, 2009年）

### 編纂資料
- （濱賀祐子・末次俊之）『資料:戦後米国大統領の「一般教書」』（大空社, 2005年-）

第1巻(1945年-1961年)：ルーズベルト、トルーマン、アイゼンハワー
第2巻(1961年-1977年)：ケネディ、ジョンソン、ニクソン、フォード
第3巻(1978年-1992年)：カーター、レーガン、ブッシュ
第4巻(1993年-2006年)：クリントン、ブッシュ・ジュニア

## 論文
- 藤本一美「米国の「大統領選挙」と日本の「衆院解散・総選挙」」『専修大学社会科学研究所月報』第598号、専修大学社会科学研究所、2013年4月、14-41頁、doi:10.34360/00009498、ISSN 0286-312X、NAID 120006794098。
- 藤本一美「戦後青森県政治史序説(5)1961年～1964年」『専修法学論集』第124号、専修大学法学会、2015年7月、129-162頁、doi:10.34360/00006058、ISSN 0386-5800、NAID 120006785202。
- 藤本一美「戦後青森県の「保守勢力」と「革新勢力」(1)青森県選出の国会議員像」『専修法学論集』第127号、専修大学法学会、2016年7月、245-273頁、doi:10.34360/00006101、ISSN 0386-5800、NAID 120006785228。
- 藤本一美「戦後青森県の政治的争点(2)1945年～2015年」『専修法学論集』第131号、専修大学法学会、2017年11月、121-167頁、doi:10.34360/00006150、ISSN 0386-5800、NAID 120006785261。
- 藤本一美「戦後青森県の政治的争点(4)1945年～2015年 (吉田治弘教授 退職記念号)」『専修法学論集』第132号、専修大学法学会、2018年3月、93-136頁、doi:10.34360/00006160、ISSN 0386-5800、NAID 120006785265。
- 藤本一美「青森県の初代民選知事 : 津島文治 : "井戸塀政治家"の歩み」『専修大学社会科学研究所月報』第659号、専修大学社会科学研究所、2018年5月、1-25頁、doi:10.34360/00009123、ISSN 0286-312X、NAID 120006793899。
- 藤本一美「青森県知事 : 三村申吾 : 長期政権の「光り」と「影」(5)」『専修法学論集』第137号、専修大学法学会、2019年11月、153-178頁、doi:10.34360/00010716、ISSN 0386-5800、NAID 120006825363。
- 藤本一美「戦後青森県の市長選挙と歴代市長①」『専修大学法学研究所紀要』第45号、専修大学法学研究所、2020年2月、33-93頁、doi:10.34360/00010867、ISSN 1881-8358、NAID 120006951976。

### 監修
- ヴァンサン・ミシュロ著、遠藤ゆかり訳『アメリカ大統領――その権力と歴史』<「知の再発見」双書144>（創元社, 2009年）